# بزرگراه ۱۶ کانادا
بزرگراه ۱۶ کانادا (به انگلیسی: British Columbia Highway 16) مشهور به یلوهد (به انگلیسی: Yellowhead Highway)، نام یک بزرگراه در بریتیش کلمبیا در کانادا است، و در نزدیکی شهر پرنس جرج، بریتیش کلمبیا واقع شده است.